# Gran Premio d'Austria 1986
Il Gran Premio d'Austria 1986 è stata la dodicesima gara del campionato di Formula 1 del 1986, si è svolto il 17 agosto sul circuito dell'Österreichring ed è stato vinto da Alain Prost su McLaren-TAG Porsche.

## Qualifiche
| Pos | No | Pilota             | Costruttore            | Q1       | Q2       | Distacco |
| --- | -- | ------------------ | ---------------------- | -------- | -------- | -------- |
| 1   | 19 | Teo Fabi           | Benetton-BMW           | 1.26:421 | 1.23:549 |          |
| 2   | 20 | Gerhard Berger     | Benetton-BMW           | 1.25:638 | 1.23:743 | +0.194   |
| 3   | 2  | Keke Rosberg       | McLaren-TAG            | 1.23:956 | 1.23:903 | +0.354   |
| 4   | 7  | Riccardo Patrese   | Brabham-BMW            | 1.26:648 | 1.24:044 | +0.495   |
| 5   | 1  | Alain Prost        | McLaren-TAG            | 1.24:346 | 1.25:285 | +0.797   |
| 6   | 5  | Nigel Mansell      | Williams-Honda         | 1.25:515 | 1.24:635 | +1.086   |
| 7   | 6  | Nelson Piquet      | Williams-Honda         | 1.25:090 | 1.24:697 | +1.148   |
| 8   | 12 | Ayrton Senna       | Lotus-Renault          | 1.26:650 | 1.25:249 | +1.700   |
| 9   | 27 | Michele Alboreto   | Ferrari                | 1.26:152 | 1.25:561 | +2.012   |
| 10  | 8  | Derek Warwick      | Brabham-BMW            | 1.26:892 | 1.25:726 | +2.177   |
| 11  | 26 | Philippe Alliot    | Ligier-Renault         | 1.26:999 | 1.25:917 | +2.368   |
| 12  | 25 | René Arnoux        | Ligier-Renault         | 1.26:797 | 1.26:312 | +2.763   |
| 13  | 16 | Patrick Tambay     | Lola-Ford              | 1.27:628 | 1.26:489 | +2.940   |
| 14  | 28 | Stefan Johansson   | Ferrari                | 1.27:263 | 1.26:646 | +3.097   |
| 15  | 11 | Johnny Dumfries    | Lotus-Renault          | 1.27:212 | 1.27:833 | +3.663   |
| 16  | 15 | Alan Jones         | Lola-Ford              | 1.27:420 | 1.27:476 | +3.871   |
| 17  | 3  | Martin Brundle     | Tyrrell-Renault        | 1.28:572 | 1.28:018 | +4.469   |
| 18  | 18 | Thierry Boutsen    | Arrows-BMW             | 1.29:155 | 1.28:598 | +5.049   |
| 19  | 24 | Alessandro Nannini | Minardi-Motori Moderni | 1.31:455 | 1.28:645 | +5.096   |
| 20  | 4  | Philippe Streiff   | Tyrrell-Renault        | 1.31:455 | 1.28:951 | +5.402   |
| 21  | 14 | Jonathan Palmer    | Zakspeed               | 1.29:073 | 1.29:583 | +5.524   |
| 22  | 17 | Christian Danner   | Arrows-BMW             | 1.29:430 | 1.40:236 | +5.881   |
| 23  | 23 | Andrea De Cesaris  | Minardi-Motori Moderni | 1.33:263 | 1.29:615 | +6.066   |
| 24  | 29 | Huub Rothengatter  | Zakspeed               | 2.21:202 | 1.32:512 | +8.963   |
| 25  | 21 | Piercarlo Ghinzani | Osella-Alfa Romeo      | 1.35:070 | 1.33:988 | +10.439  |
| 26  | 22 | Allen Berg         | Osella-Alfa Romeo      | 1.38:731 | 1.36:150 | +12.150  |

## Ordine d'arrivo
| Pos | No | Pilota             | Costruttore            | Giri | Tempo/Ritiro       | Pos. Griglia | Punti |
| --- | -- | ------------------ | ---------------------- | ---- | ------------------ | ------------ | ----- |
| 1   | 1  | Alain Prost        | McLaren-TAG Porsche    | 52   | 1:21:22.531        | 5            | 9     |
| 2   | 27 | Michele Alboreto   | Ferrari                | 51   | +1 Giro            | 9            | 6     |
| 3   | 28 | Stefan Johansson   | Ferrari                | 50   | +2 Giri            | 14           | 4     |
| 4   | 15 | Alan Jones         | Lola-Ford              | 50   | +2 Giri            | 16           | 3     |
| 5   | 16 | Patrick Tambay     | Lola-Ford              | 50   | +2 Giri            | 13           | 2     |
| 6   | 17 | Christian Danner   | Arrows-BMW             | 49   | +3 Giri            | 22           | 1     |
| 7   | 20 | Gerhard Berger     | Benetton-BMW           | 49   | +3 Giri            | 2            |       |
| 8   | 29 | Huub Rothengatter  | Zakspeed               | 48   | +4 Giri            | 24           |       |
| 9   | 2  | Keke Rosberg       | McLaren-TAG Porsche    | 47   | Problemi elettrici | 3            |       |
| 10  | 25 | René Arnoux        | Ligier-Renault         | 47   | +5 Giri            | 12           |       |
| 11  | 21 | Piercarlo Ghinzani | Osella-Alfa Romeo      | 46   | +6 Giri            | 25           |       |
| Rit | 5  | Nigel Mansell      | Williams-Honda         | 32   | Trasmissione       | 6            |       |
| Rit | 6  | Nelson Piquet      | Williams-Honda         | 29   | Motore             | 7            |       |
| Rit | 18 | Thierry Boutsen    | Arrows-BMW             | 25   | Turbo              | 18           |       |
| Rit | 19 | Teo Fabi           | Benetton-BMW           | 17   | Motore             | 1            |       |
| Rit | 26 | Philippe Alliot    | Ligier-Renault         | 16   | Motore             | 11           |       |
| Rit | 24 | Alessandro Nannini | Minardi-Motori Moderni | 13   | Sospensione        | 19           |       |
| Rit | 23 | Andrea De Cesaris  | Minardi-Motori Moderni | 13   | Frizione           | 23           |       |
| Rit | 12 | Ayrton Senna       | Lotus-Renault          | 13   | Motore             | 8            |       |
| Rit | 3  | Martin Brundle     | Tyrrell-Renault        | 12   | Problemi al turbo  | 17           |       |
| Rit | 4  | Philippe Streiff   | Tyrrell-Renault        | 10   | Motore             | 20           |       |
| Rit | 11 | Johnny Dumfries    | Lotus-Renault          | 9    | Motore             | 15           |       |
| Rit | 14 | Jonathan Palmer    | Zakspeed               | 8    | Motore             | 21           |       |
| Rit | 22 | Allen Berg         | Osella-Alfa Romeo      | 6    | Problemi elettrici | 26           |       |
| Rit | 7  | Riccardo Patrese   | Brabham-BMW            | 2    | Motore             | 4            |       |
| DNS | 8  | Derek Warwick      | Brabham-BMW            | 0    | Non Parte          | 10           |       |

## Classifiche

### Piloti
| Pos. | Pilota           | Punti |
| ---- | ---------------- | ----- |
| 1    | Nigel Mansell    | 55    |
| 2    | Alain Prost      | 53    |
| 3    | Ayrton Senna     | 48    |
| 4    | Nelson Piquet    | 47    |
| 5    | Keke Rosberg     | 19    |
| 6    | Jacques Laffite  | 14    |
| 7    | Stefan Johansson | 14    |
| 8    | René Arnoux      | 14    |
| 9    | Michele Alboreto | 12    |
| 10   | Gerhard Berger   | 6     |
| 11   | Martin Brundle   | 5     |
| 12   | Alan Jones       | 3     |
| 13   | Patrick Tambay   | 2     |
| 14   | Teo Fabi         | 2     |
| 15   | Johnny Dumfries  | 2     |
| 16   | Riccardo Patrese | 2     |
| 17   | Philippe Streiff | 1     |
| 18   | Christian Danner | 1     |

### Costruttori
| Pos. | Team                | Punti |
| ---- | ------------------- | ----- |
| 1    | Williams-Honda      | 102   |
| 2    | McLaren-TAG Porsche | 72    |
| 3    | Lotus-Renault       | 50    |
| 4    | Ligier-Renault      | 28    |
| 5    | Ferrari             | 26    |
| 6    | Benetton-BMW        | 8     |
| 7    | Tyrrell-Renault     | 6     |
| 8    | Lola-Ford Cosworth  | 5     |
| 9    | Brabham-BMW         | 2     |
| 10   | Arrows-BMW          | 1     |